# Mongoolse doodsworm

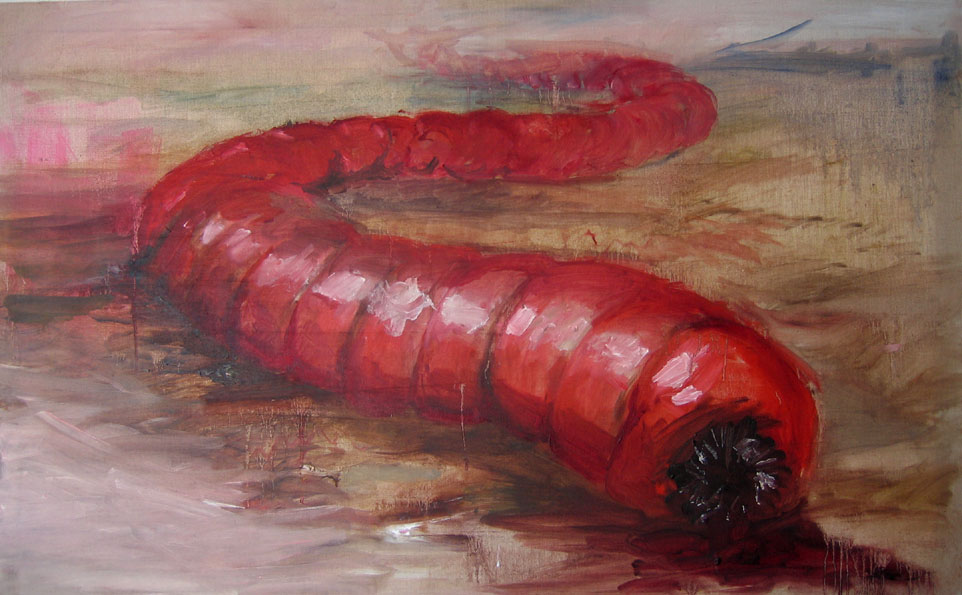
Een interpretatie door de Belgische schilder Pieter Dirkx

De Mongoolse Doodsworm is een reusachtige worm, of mogelijk een slang of pootloze hagedis, die zou voorkomen in de Gobiwoestijn. Het is algemeen beschouwd als een cryptozoölogisch wezen, waarvan de meldingen omstreden of onbevestigd zijn.
Het beest is beschreven als een vette, lichtrode worm, 0,6 tot 1,2 meter lang. De lokale naam is allghoi (of olghoi) khorkhoi wat "met bloed gevulde darmen worm" betekent omdat er wordt verteld dat ze eruitziet als de darm van een koe. Er zijn een aantal speciale eigenschappen die de lokale Mongolen de worm toeschrijven (zoals de gave om een geel gif te spuwen dat dodelijk is bij contact, en ze zou op afstand kunnen doden). Daarentegen zijn er geen wetenschappelijk betrouwbare meldingen. Sommigen geloven dat de worm een reptiel is, mogelijk een wormhagedis, een pootloze hagedis of een slang, vanwege het droge klimaat waarin ze leven.
De vooraanstaande onderzoeker van dit dier is de Tsjechische auteur Ivan Mackerle.
Dr. Karl Shuker beschrijft het ook in zijn boek The Beasts that Hide from Man (2003), waar hij zegt dat het volgens sommige berichten zijn slachtoffers doodt met behulp van elektrocutie.